# Болилая, Людмила Вячеславовна
Людми́ла Вячесла́вовна Боли́лая (род. 18 ноября 1985) — военнослужащая Вооружённых Сил Российской Федерации, медицинская сестра 1220-го мотострелкового полка 3-й мотострелковой дивизии 20-й гвардейской общевойсковой армии Московского военного округа, ефрейтор. 
Герой Российской Федерации (2025). Звание Героя Российской Федерации было присвоено Людмиле Болилой за участие в российском вторжении на Украину. По утверждению российских властей, во время ракетно-артиллерийского удара Вооружённых сил Украины Болилая оказывала медицинскую помощь солдатам и закрыла своим телом тяжелораненого, получив при этом тяжёлые ранения. Она стала первой женщиной, которая получила звание Героя России с начала российского вторжения на Украину.

## Награды
- Герой Российской Федерации (2025) — за мужество и героизм, проявленные при исполнении воинского долга[3]
- Медаль «За укрепление боевого содружества» — за содействие в решении задач, возложенных на Вооружённые Силы
- Медаль «Участнику специальной военной операции» — за успешное выполнение задач, способствующих достижению целей специальной военной операции
- Почётный донор России